# 숲땃쥐
숲땃쥐(Myosorex varius)는 진무맹장목 땃쥐과에 속하는 포유류의 일종이다. 레소토와 남아프리카공화국, 에스와티니에서 발견된다. 자연서식지는 온대 숲과 건조 사바나, 지중해성 관목 식생 지대, 온대 초원이다. "숲땃쥐"라는 이름은 숲땃쥐속(Sylvisorex) 땃쥐류의 총칭으로도 쓰인다.